# Metachorischizus melanotarsus
Metachorischizus melanotarsus là một loài tò vò trong họ Ichneumonidae.